# ایمانومبو
ایمانومبو (به لاتین: Imanombo) یک منطقهٔ مسکونی در ماداگاسکار است که در Ambovombe District واقع شده‌است.
 ایمانومبو  ۱۵٬۰۰۰ نفر جمعیت دارد و ۳۱۳ متر بالاتر از سطح دریا واقع شده‌است.